# Almáskamarás
Almáskamarás é um município da Hungria, situado no condado de Békés. Tem 14,71 km² de área e sua população em 2015 foi estimada em 886 habitantes.